# Shichinohe
Shichinohe (七戸町, Shichinohe-machi) est un bourg du district de Kamikita, dans la préfecture d'Aomori au Japon.

## Géographie

### Situation
Shichinohe est situé dans l'est de la préfecture d'Aomori, à l'est de la ville d'Aomori.

### Municipalités limitrophes
| Hiranai | Tōhoku     | Tōhoku |
| Aomori  | Shichinohe | Tōhoku |
| Towada  | Towada     | Towada |

### Topographie
La partie occidentale du bourg est entièrement recouverte d'une vaste forêt, au pied des monts Hakkōda culminant à plus de 1 000 m d'altitude. La partie orientale est occupée par des terres cultivées avec des zones urbanisées.

### Démographie
Au 1er septembre 2013, la population de Shichinohe s'élevait à 15 874 habitants répartis sur une superficie de 47,1 km2. Au 1er mars 2025, elle était de 13 955 habitants.

## Histoire
Shichinohe était à l'origine l'un des nombreux villages fortifiés établis par le clan Nanbu au début de l'époque de Kamakura pour contrôler ses nouveaux territoires au nord d'Ōshū. Le château de Shichinohe était contrôlé par une branche du clan Nanbu pendant plusieurs générations jusqu'à la fin de l'époque Sengoku, où il fut vaincu par les forces de Toyotomi Hideyoshi lors de la rébellion de Kunohe en 1591. Le domaine de Shichinohe, sous-domaine du domaine de Morioka, est créé en 1819.
Le village de Shichinohe est créé le 1er avril 1889 à la suite de la mise en place du système de municipalités modernes. Il est élevé au rang de bourg en 1949. Le 31 mars 2005, le village voisin de Tenmabayashi fusionne avec Shichinohe.

## Transports
Shichinohe est desservie par la ligne Shinkansen Tōhoku à la gare de Shichinohe-Towada.